# یولیوس وایسباخ
یولیوس وایسباخ (انگلیسی: Julius Weisbach; ۱۰ اوت ۱۸۰۶ – ۲۴ فوریهٔ ۱۸۷۱) یک ریاضی‌دان، مهندس، و استاد دانشگاه اهل پادشاهی ساکسونی بود. معادله دارسی ویسباخ در دینامیک سیالات به افتخار وی نامگذاری شده است.